# 承安 (日本)
承安（、しょうあん）は、日本の元号の一つ。嘉応の後、安元の前。1171年から1175年までの期間を指す。この時代の天皇は高倉天皇。

## 改元
- 嘉応3年4月21日（ユリウス暦1171年5月27日） 天変により改元
- 承安5年7月28日（ユリウス暦1175年8月16日） 安元に改元

## 承安期におきた出来事
- 承安元年（1171年）
- 承安2年（1172年）
- 承安3年（1173年） - 親鸞生まれる。
- 承安4年（1174年） - 平清盛が大輪田泊（神戸）に経が島（経ヶ島）を築く
- 承安5年（1175年） - 浄土宗の立教開宗の年、この年の春、法然が比叡山を下りて、黒谷に庵をつくり念仏の教えを広めた。

## 西暦との対照表
※は小の月を示す。
| 承安元年（辛卯） | 一月      | 二月※ | 三月  | 四月  | 五月※ | 六月※ | 七月  | 八月※ | 九月  | 十月※   | 十一月  | 十二月※  |           |
| ---------------- | --------- | ----- | ----- | ----- | ----- | ----- | ----- | ----- | ----- | ------- | ------- | -------- | --------- |
| ユリウス暦       | 1171/2/7  | 3/9   | 4/7   | 5/7   | 6/6   | 7/5   | 8/3   | 9/2   | 10/1  | 10/31   | 11/29   | 12/29    |           |
| 承安二年（壬辰） | 一月      | 二月※ | 三月  | 四月  | 五月※ | 六月  | 七月※ | 八月  | 九月※ | 十月    | 十一月※ | 十二月   | 閏十二月※ |
| ユリウス暦       | 1172/1/27 | 2/26  | 3/26  | 4/25  | 5/25  | 6/23  | 7/23  | 8/21  | 9/20  | 10/19   | 11/18   | 12/17    | 1173/1/16 |
| 承安三年（癸巳） | 一月      | 二月※ | 三月  | 四月※ | 五月  | 六月  | 七月※ | 八月  | 九月※ | 十月    | 十一月※ | 十二月   |           |
| ユリウス暦       | 1173/2/14 | 3/16  | 4/14  | 5/14  | 6/12  | 7/12  | 8/11  | 9/9   | 10/9  | 11/7    | 12/7    | 1174/1/5 |           |
| 承安四年（甲午） | 一月※     | 二月  | 三月※ | 四月  | 五月※ | 六月  | 七月※ | 八月  | 九月  | 十月※   | 十一月  | 十二月※  |           |
| ユリウス暦       | 1174/2/4  | 3/5   | 4/4   | 5/3   | 6/2   | 7/1   | 7/31  | 8/29  | 9/28  | 10/28   | 11/26   | 12/26    |           |
| 承安五年（乙未） | 一月      | 二月※ | 三月  | 四月※ | 五月※ | 六月  | 七月※ | 八月  | 九月  | 閏九月※ | 十月    | 十一月   | 十二月※   |
| ユリウス暦       | 1175/1/24 | 2/23  | 3/24  | 4/23  | 5/22  | 6/20  | 7/20  | 8/18  | 9/17  | 10/17   | 11/15   | 12/15    | 1176/1/14 |